# Козак Василь Михайлович
Василь Михайлович Козак (нар. 1994, Львів) — український військовослужбовець, підполковник Служби безпеки України, учасник російсько-української війни. Герой України.

## Життєпис
Василь Козак народився 1993 року в Яворівському районі Львівської області.
Закінчив Львівську гімназію «Престиж». Є вихованцем клубу спортивного карате «ЮНІОН». За час спортивної карʼєри став чемпіоном України, призером Кубка Європи та ряду інших змагань з карате.
Вищу освіту здобув у Національному юридичному університеті імені Ярослава Мудрого, який закінчив 2015 року. У 2017 році став аспірантом кафедри кримінального права Університету, а у червні 2021 захистив дисертацію на здобуття ступеня доктора філософії за темою "Кримінальна відповідальність за незаконний обіг транспортних засобів".

## Службова діяльність
Служив в Управлінні СБУ в Ужгороді. Був керівником підрозділу по боротьбі з корупцією та організованою злочинністю. За час служби Козака в Закарпатській області були затримані рекордні партії героїну, які намагались доставити в ЄС. Багато злочинців по різних справах отримали вироки та засуджені до позбавлення волі.
Козак вів активну боротьбу з представниками злочинного світу, так званими злодіями в законі та їхніми угрупуваннями. Зокрема, він причетний до затримання та притягнення до суду кримінального авторитета, який представляв у Закарпатській області інтереси грузинських злодіїв у законі.
У 2022 році під час широкомасштабного російського вторгнення брав участь у багатьох успішних операціях на українських землях, що перебувають під окупацією РФ.

## Нагороди

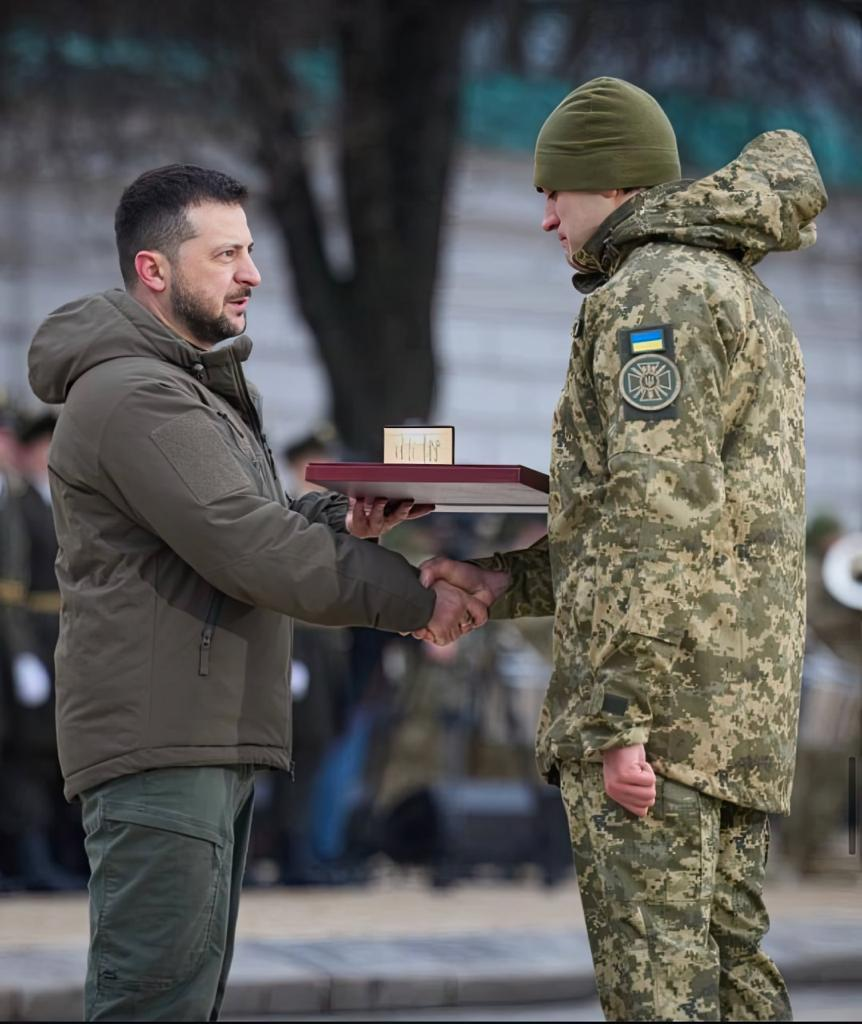
Отримання нагороди Герой України з рук президента України Володимира Зеленського. Софійська площа, Київ, 24 лютого 2023.

- Звання Герой України з врученням ордена «Золота Зірка» — за особисту мужність і героїзм, виявлені у захисті державного суверенітету та територіальної цілісності України. Нагородні атрибути звання вручені Василю Козаку Президентом України Володимиром Зеленським 24 лютого 2023 року у Києві на Софійській площі;[7]
- Нагородна вогнепальна зброя.